# 星のすみか
「星のすみか」（ほしのすみか）は、日本のバンド、藍坊主の12枚目のシングル。2011年4月27日にトイズファクトリーから発売された。

## 概要
- 前作「あさやけのうた/すべては僕の中に、すべては心の中に」から約5ヵ月ぶりのシングル。
- ベストアルバム「the very best of aobozu」と同時リリース。また、表題曲「星のすみか」は同ベストアルバムにも収録されている。
- バンド初のアニメのタイアップで、表題曲はUHFアニメ「TIGER & BUNNY」のエンディングテーマに起用された。
- 初回生産分には「the very best of aobozu」との2タイトル連動特典応募券、「TIGER & BUNNY」フライヤーステッカーが封入されている。
- PVは富士山近くの御殿場にて撮られ、〈穴を覗く〉という行為をテーマにした作品となっている。現場は前日に降った雪が残っており、雪かきをしてから撮影された。
- オリコンでは登場回数が9回とシングル、アルバム全て合わせても藍坊主の作品の中で最も多く、藍坊主のシングル曲の中では「ハローグッバイ」、「ウズラ」に次いで売り上げは3番目に多い。

## 収録曲
1. 星のすみか [4:42]
作詞：佐々木健太、作曲：佐々木健太・藤森真一
UHFアニメ「TIGER & BUNNY」（第1話 - 第13話）エンディングテーマ。第25話では挿入歌として使用された。
アニメのテーマにもなっている「絆」を藍坊主の視点から描いた曲になっている。
2. 花のなはなの花 [5:24]
作詞・作曲：藤森真一
藤森が親友に向けて書き上げた楽曲。